# San Giovanni-katakomba
San Giovanni Katakombák (olasz nyelven: Catacombe di San Giovanni.) - A Szicíliai Syracuse ókeresztény katakombái a IV. - VI. századra vezethetők vissza, melyeket 1883-1909 között Paolo Orsi régész tanulmányozott részletesen; mára ez az egyetlen syracusei katakomba, melyet megnyitottak a nyilvánosság számára.

## története
A San Giovanni katakomba a legismertebb a Syracusei-katakombák közül. A földalatti temetőt Siracusa keresztény közössége a negyedik és a hatodik században használta az üldöztetés megszüntetése után.
A katakombák egy normann templomhoz kapcsolódtak. A templomot eredetileg román stílusban építették, majd gótikus elemekkel újjáépítették, és végül az 1693-as földrengés pusztította el.
A katakomba labirintusának falfülkéiben helyezték el az elhunytakat. A föld alatt az egyszerű téglatest formától, a drágább boltozatos sírokig minden megtalálható. A falak bizánci freskói vallási témákat dolgoznak fel.
A hagyomány szerint a San Marciano kriptában a hívőknek Szent Pál apostol prédikált.
A bejárat melletti 11-12. századi gótikus templomnak csak a homlokzatát állították helyre, de romjait látva is könnyen elképzelhető korabeli szépsége. Kertje nyaranta ma is romantikus esküvők színhelye.

## Galéria

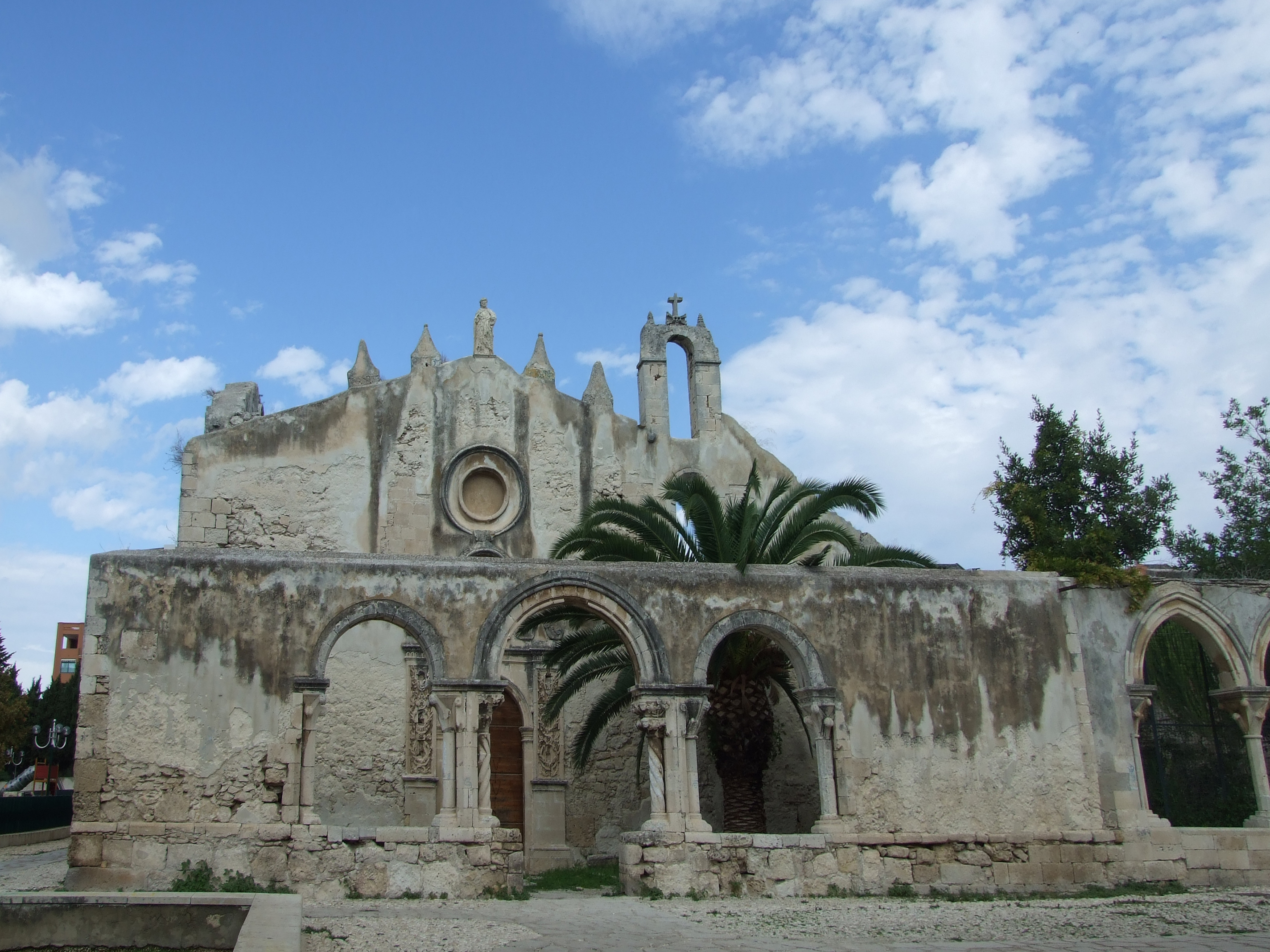
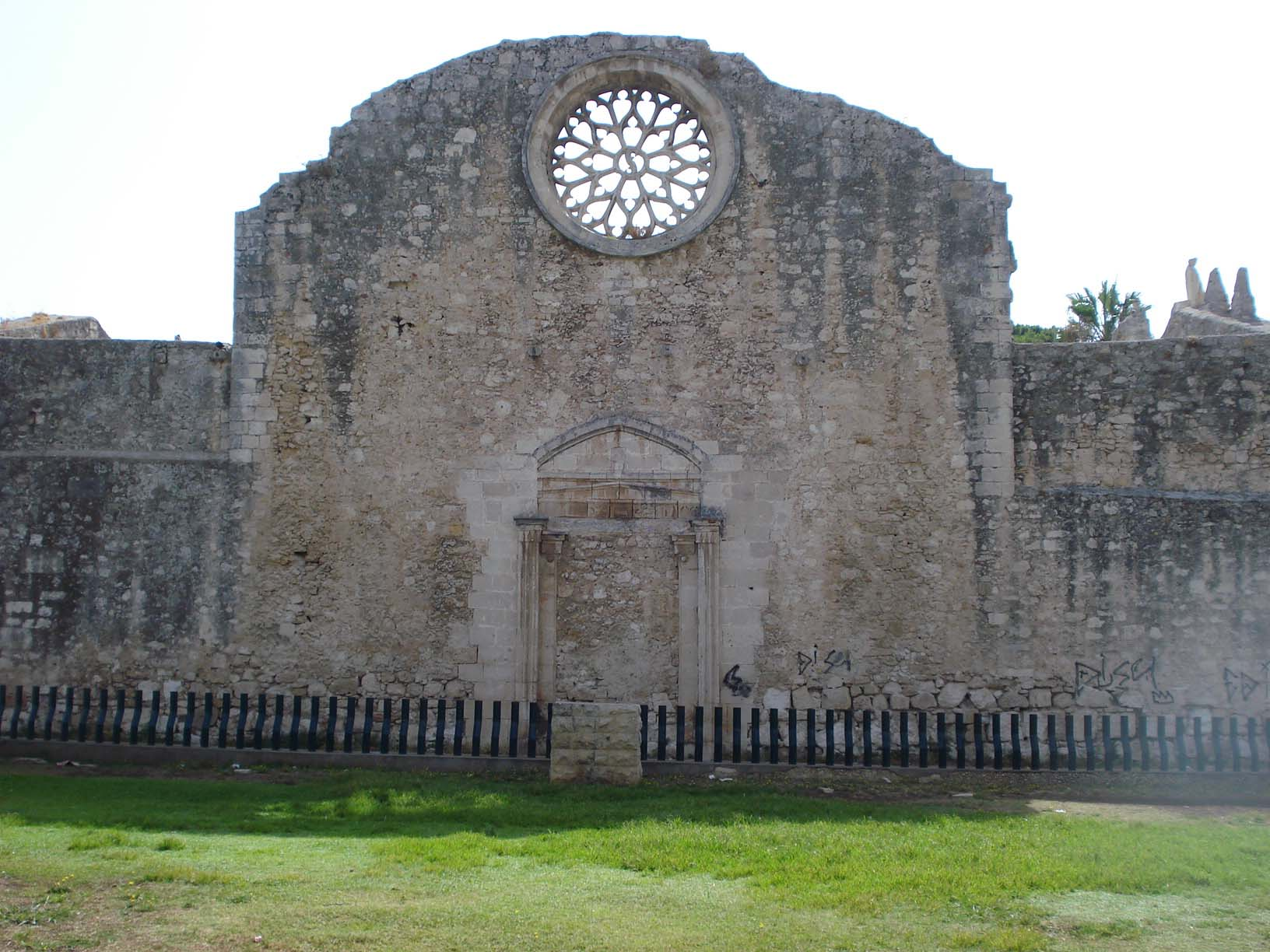
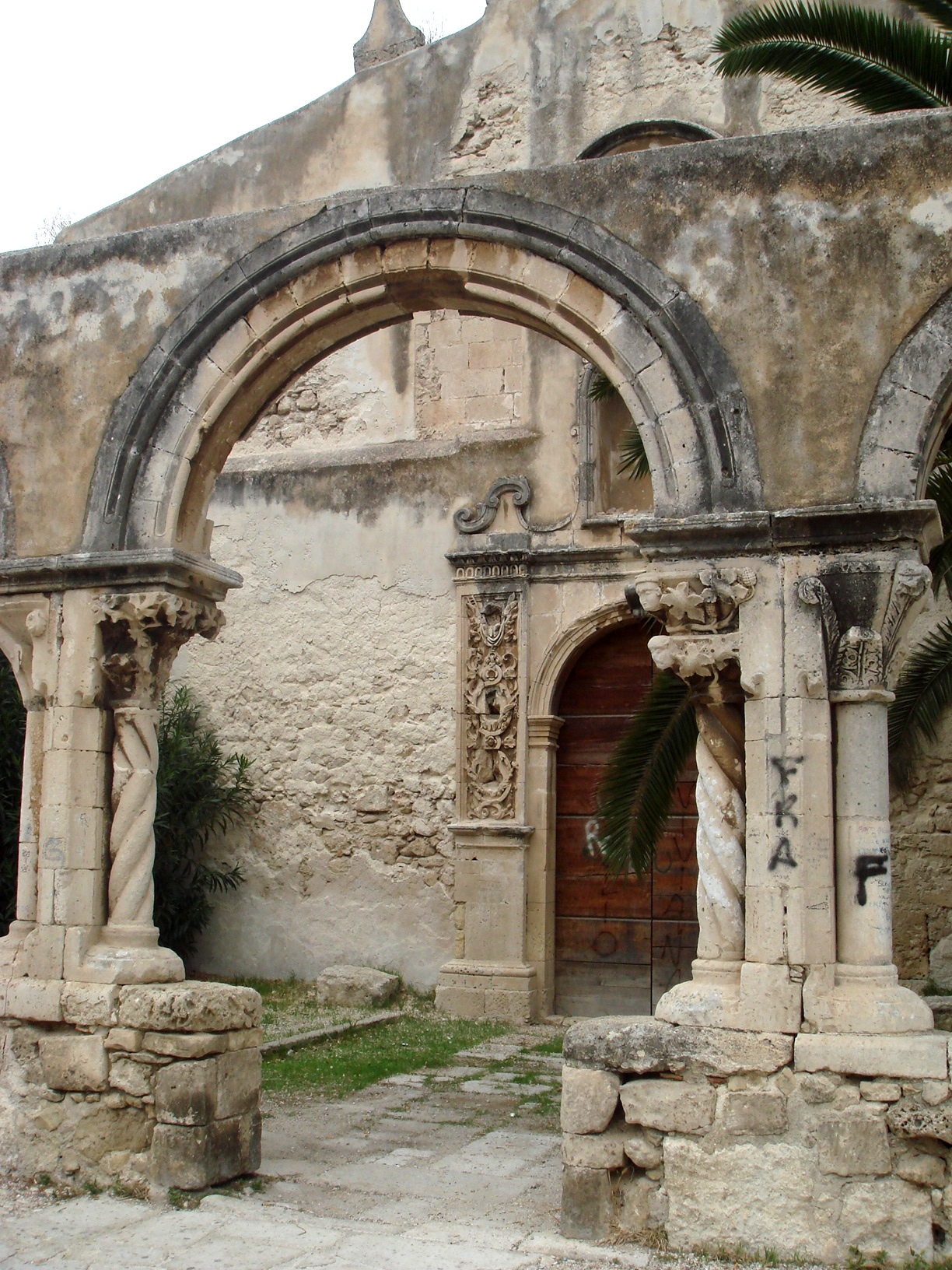
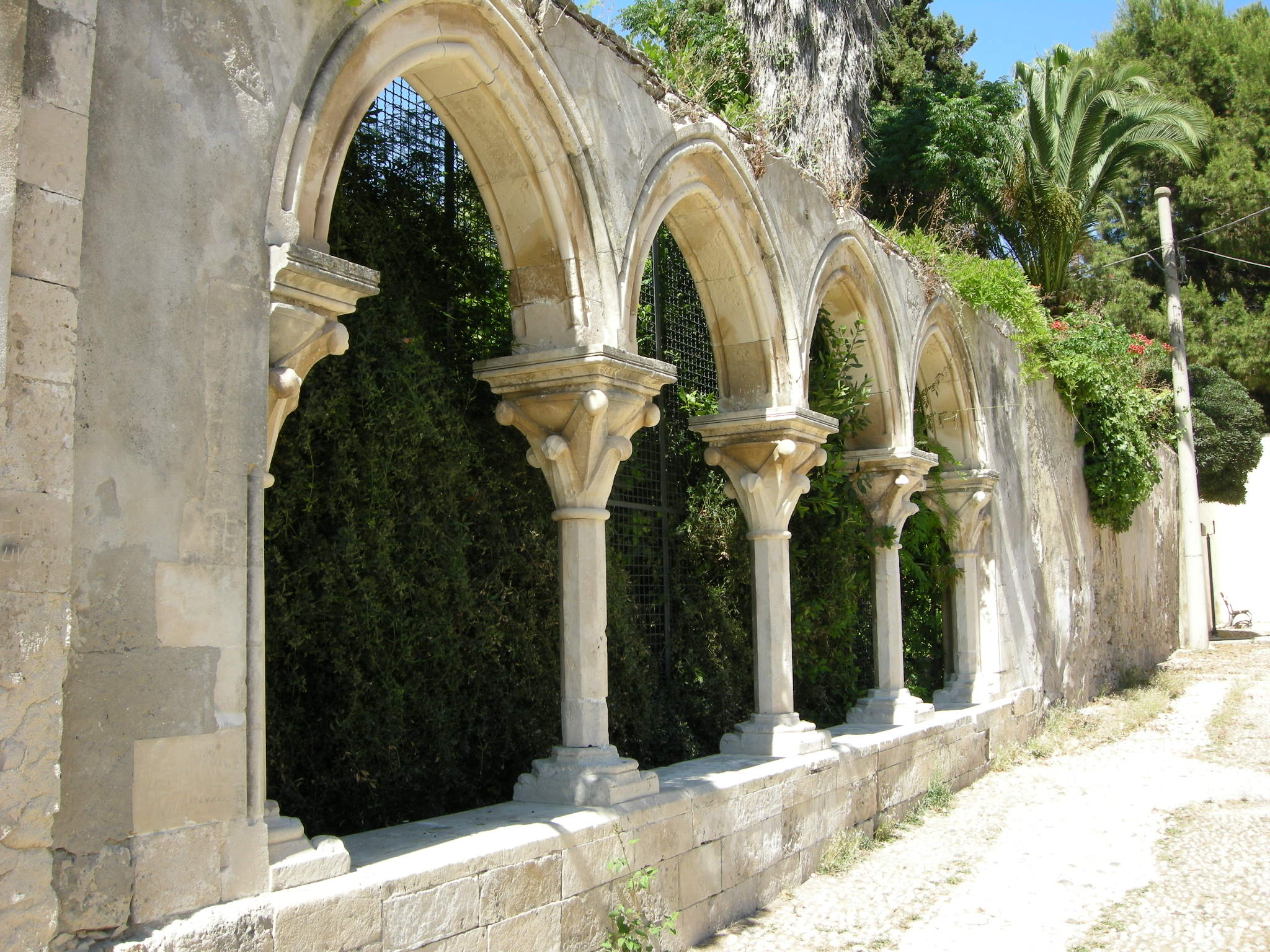
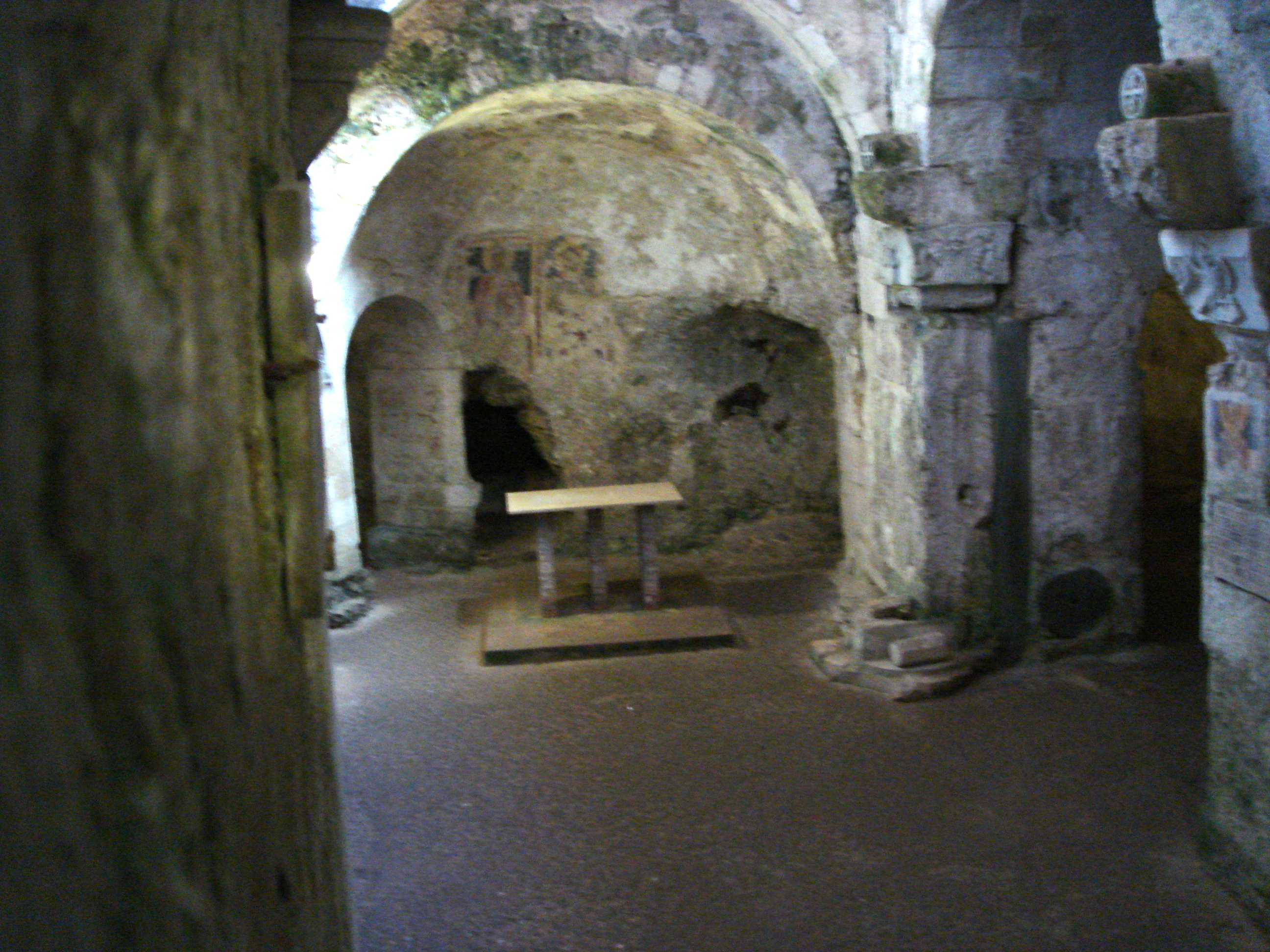
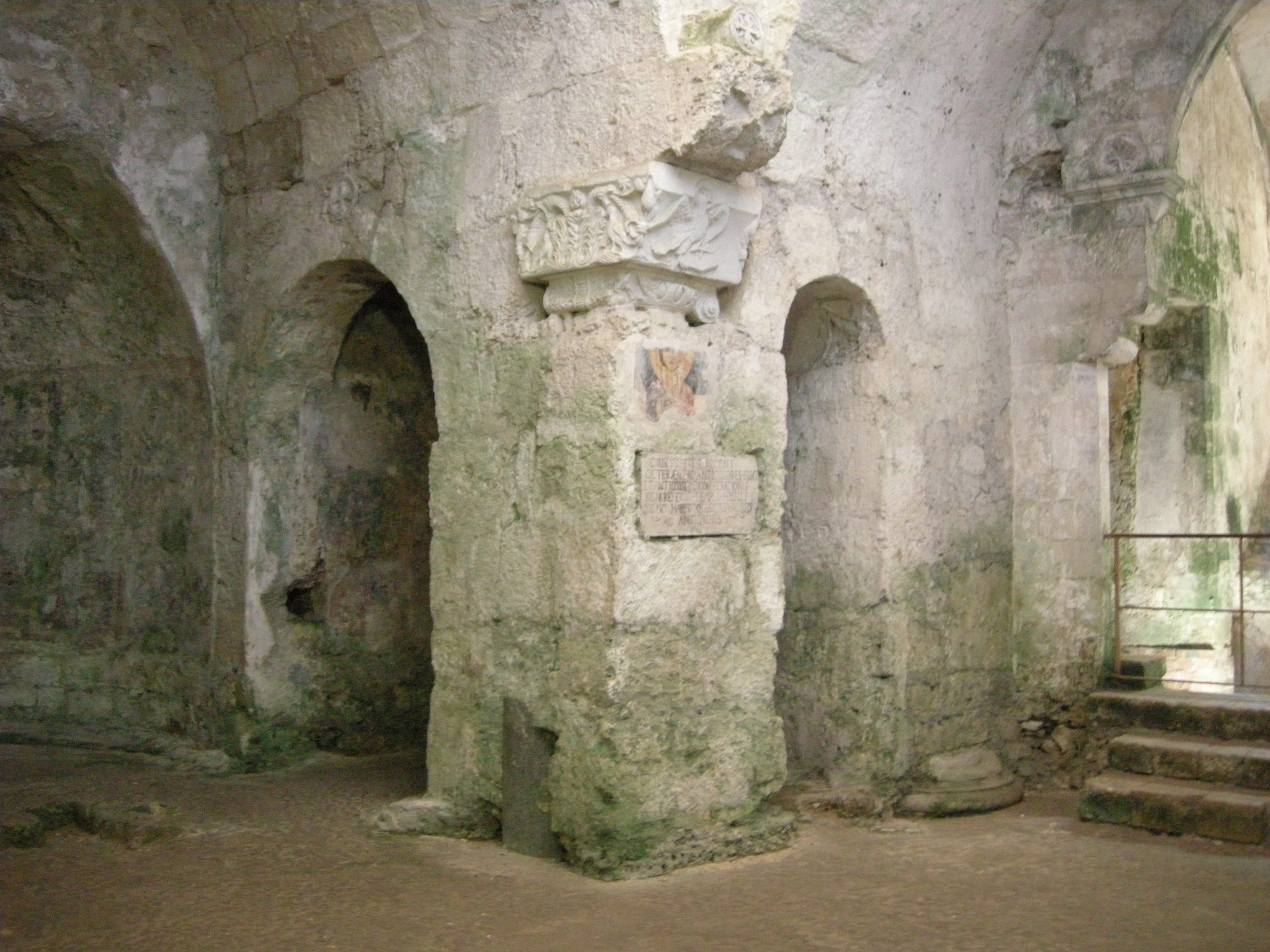
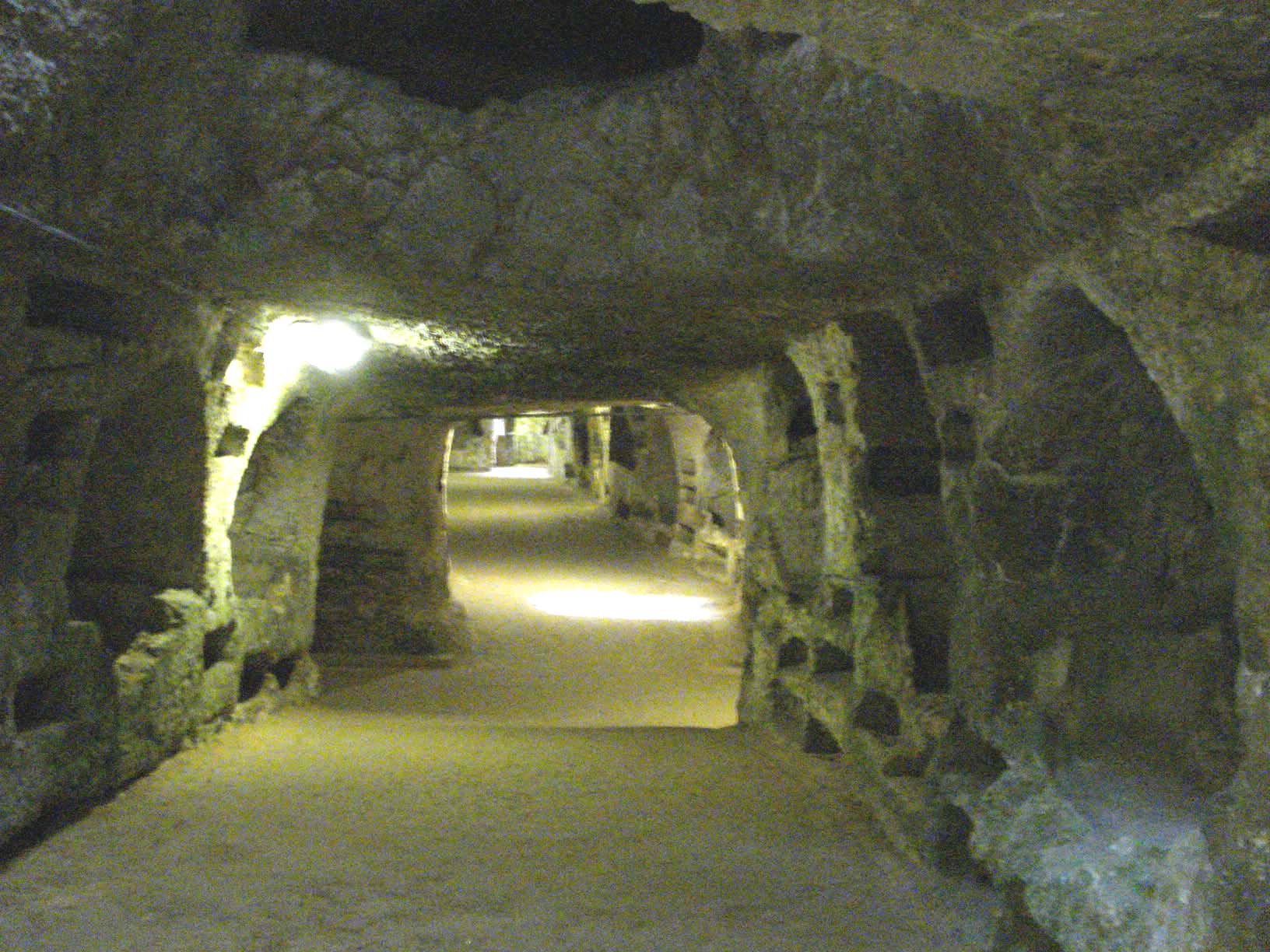
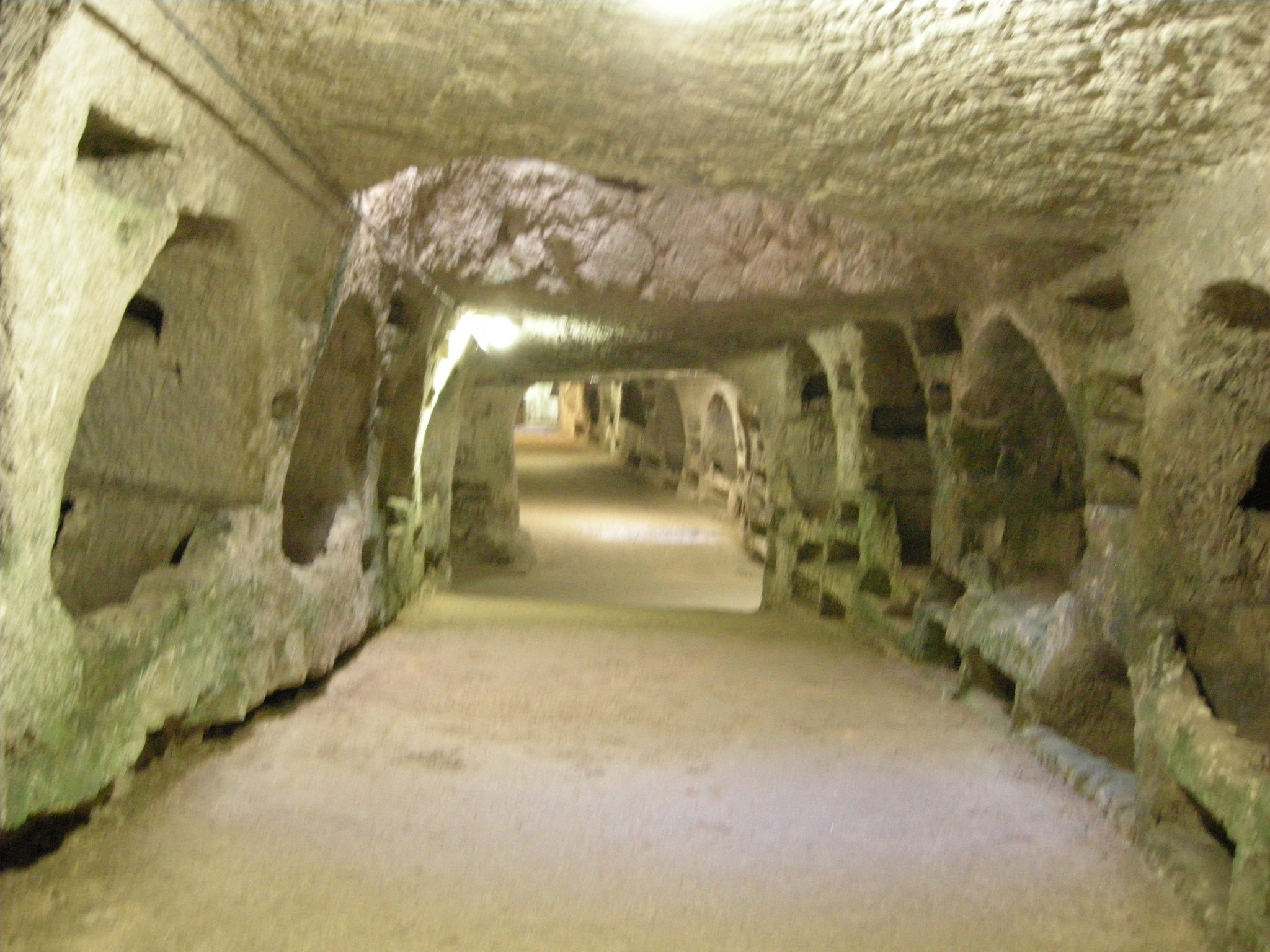
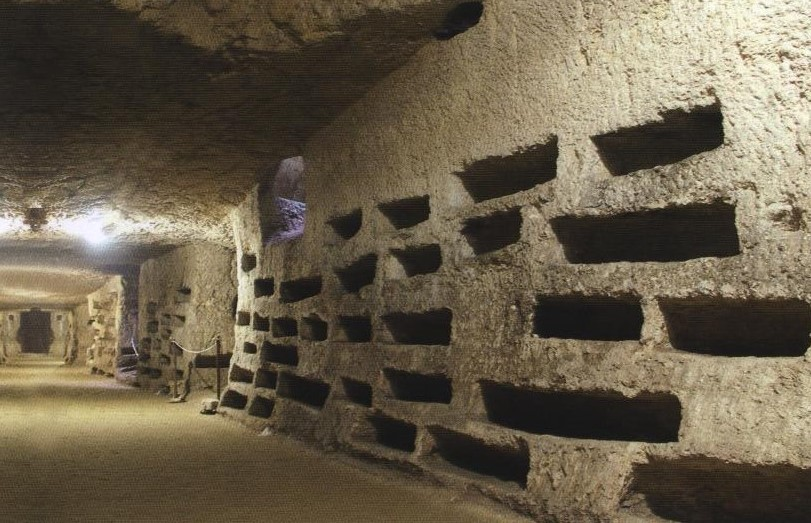
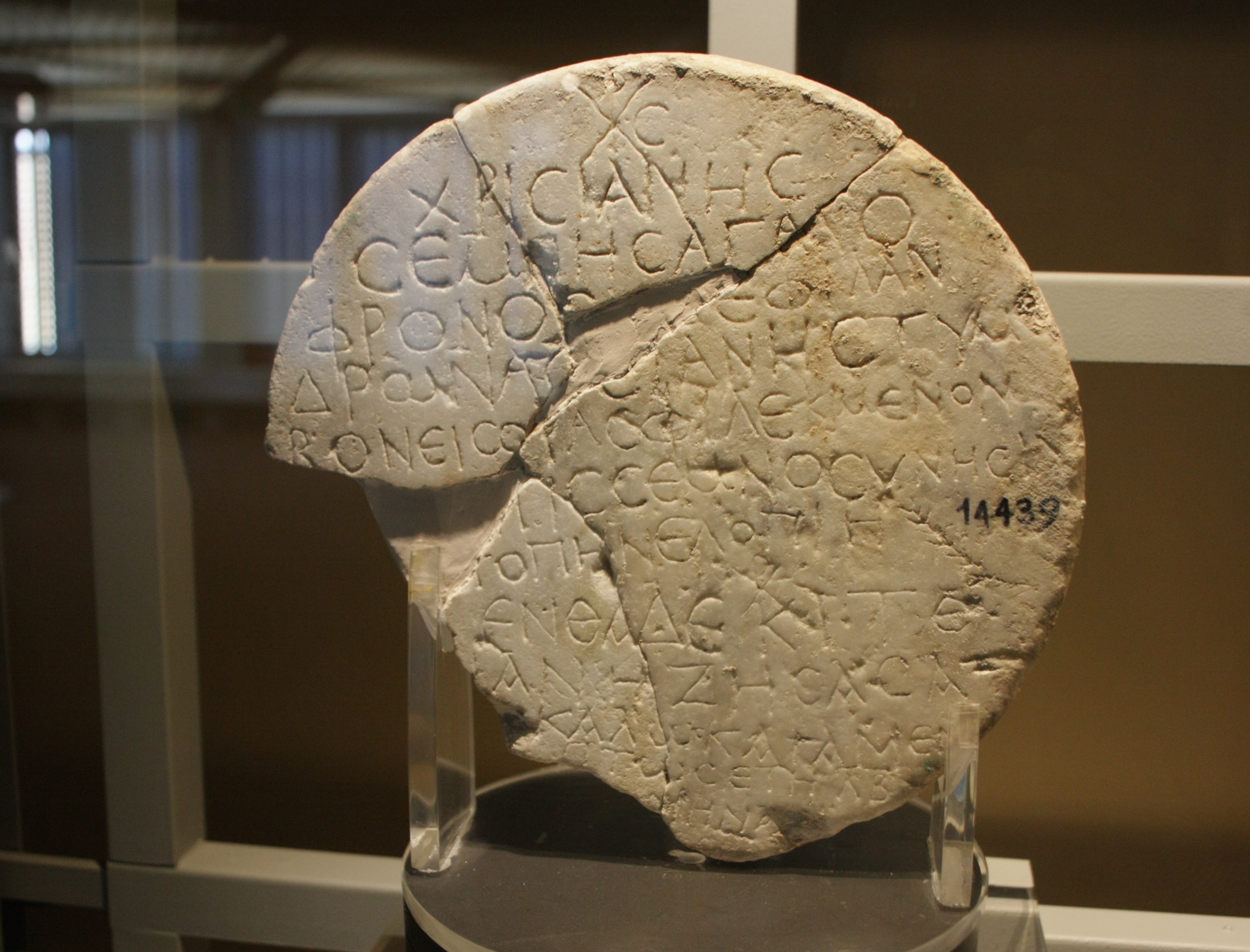